# NGC 2799

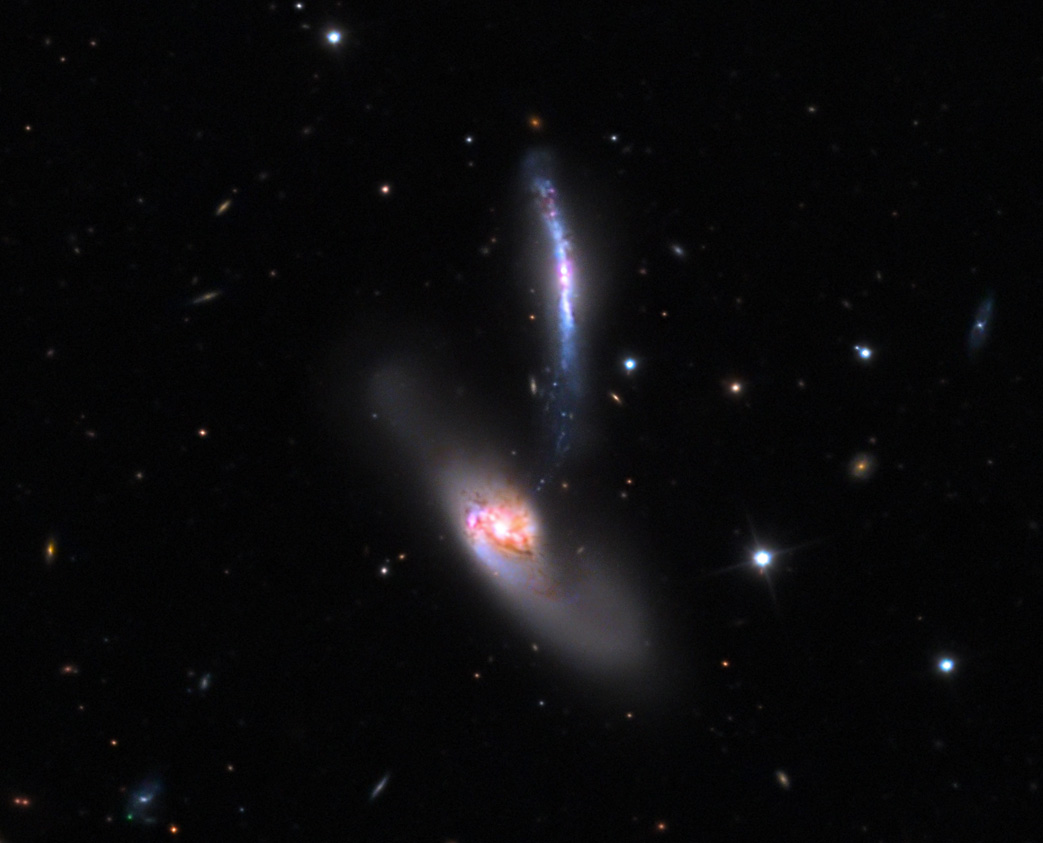
NGC 2798 (en bas) et NGC 2799, un couple de galaxie en interaction. Photo par Adam Block (Observatoire du mont Lemmon/Université de l'Arizona).

NGC 2799 est une galaxie spirale barrée de type magellanique située dans la constellation du Lynx. NGC 2799 a été découverte par l'astronome britannique Ralph Copeland en 1874.

## Caractéristiques
La classe de luminosité de NGC 2799 est V et elle présente une large raie HI. De plus, elle renferme des régions d'hydrogène ionisé.

### Distance
Sa vitesse par rapport au fond diffus cosmologique est de 1 883 ± 15 km/s, ce qui correspond à une distance de Hubble de 27,8 ± 2,0 Mpc (∼90,7 millions d'al). 
À ce jour, deux mesures non basées sur le décalage vers le rouge (redshift) donnent une distance de 31,850 ± 6,293 Mpc (∼104 millions d'al), ce qui est à l'intérieur des valeurs de la distance de Hubble. Notons cependant que c'est avec la valeur moyenne des mesures indépendantes, lorsqu'elles existent, que la base de données NASA/IPAC calcule le diamètre d'une galaxie et qu'en conséquence le diamètre de NGC 2799 pourrait être d'environ 17,0 kpc (∼55 400 al) si on utilisait la distance de Hubble pour le calculer.

## Paire de galaxies en interaction
Les galaxies NGC 2799 et NGC 2798 sont en interaction gravitationnelle comme l'indique le commentaire d'Arp. Cette paire de galaxie apparait dans l'atlas de Halton Arp sous la cote Arp 283. Arp indique dans son atlas qu'il observe un arc de nœuds à peine résolus qui se courbe vers le noyau de la galaxie plus vaste, soit NGC 2798.